# やさしいニュース
『やさしいニュース』は、2018年4月2日からテレビ大阪で平日の夕方に放送中のローカルワイドニュース番組である。
2024年7月1日以降の放送時間は、月曜日 - 金曜日の16:59 - 17:25（JST）。テレビ大阪と同じ関西地方（滋賀県内）を放送対象地域に定める独立局のびわ湖放送が、2019年4月1日（月曜日）から同時ネットで放送している。
このページでは、平日の夜間と土曜日・日曜日の夕方で2019年4月1日から放送されるスポットニュース番組『やさしいニュースプラス』についても述べる。

## 概要
2018年3月29日まで月 - 木曜日の17時台前半に放送していた『ニュースリアル』、同年3月30日まで金曜日の17時台（いずれも放送終了時点では『ゆうがたサテライト』全国ネットパートの直後）に放送していた『金曜報道スペシャル』を引き継ぐローカルワイドニュース番組で、両番組から大半のキャスターが続投。一部の企画も継承しているが、両番組と違って、『ゆうがたサテライト』全国ネットパートをはさんでの2部構成で放送していた。テレビ大阪が平日の夕方に放送するローカルワイドニュースの2部構成は、平日の16:45 - 17:30に編成していた『ニュースBIZ』の初期（2006年度）に、『速ホゥ!』（テレビ東京が当時制作していたニュース番組）の全国ネットパートを17:00 - 17:23に内包して以来である。
番組タイトルの「やさしい」は、「子供や高齢者や日本語圏以外の出身者にも分かりやすい表現や解説を心がける」という姿勢を示している。キャッチフレーズは当初は「見るからにやさしい」だったが、2022年4月の改編時に「やさしくってわかりやすい」に変更。番組の企画立案は高島嘉成。出演者の氏名やニュースのタイトルやサイドスーパーに漢字のルビを併記。また、「井中カン太」（いのなか かんた：カエルをモチーフにした番組オリジナルのキャラクター）を登場させている。番組テロップは当初「吹き出し」（メッセージ表示画面）を連想させるデザインのロゴを多用していたが、2022年4月改編以降はメモ・付箋をモチーフにしたものに変更されている。
なお、初年度（2018年度）には、第1部（16時台）と第2部（17時台）の放送時間を10分間ずつ設定。2019年度には、第1部の放送時間（14分間）を第2部（10分間）より長く取っていた。『ゆうがたサテライト』の全国ネットパートが21分間（16:54 - 17:15）から5分間（16:54 - 16:59）に短縮された2020年度以降は、第1部の放送時間を10分間に戻す一方で、第2部の放送時間を23分間にまで延長している。
2021年4月7日から、毎週水曜日のみリアルタイム字幕放送を実施。2023年4月3日からは、これを全ての放送日に拡大している。2021年10月からは、日本経済新聞社とテレビ大阪を含むテレビ東京系列5局（他の系列局はテレビ北海道・テレビ愛知・テレビせとうち・TVQ九州放送）が共同で企画・取材する「LBS（ローカルビジネスサテライト）」に参加している。
2022年4月4日以降は、放送枠を16:29 - 16:54に移動。びわ湖放送がフルネットへ転換したことから、2部構成を廃止したほか、『ゆうがたサテライト』の全国ネットパートを単独番組として分離している。
2024年4月1日から、放送枠を17:00 - 17:25へ再び移動。テレビ大阪の本社屋がこの年の5月13日（月曜日）に移転したことに伴って、同日からは新社屋内のスタジオから放送している。テレビ大阪にとって、同日の当番組は、自社制作による新社屋初の生放送番組でもあった。
2024年7月1日から、番組開始を1分前倒しして16:59 - 17:25の放送となった。
主な受賞歴に奈良県橿原市のカレー店で行われている取り組みに関する取材に対して2024年日本民間放送連盟賞特別表彰部門放送と青少年優秀賞を受賞した。

## 出演者

### 現在（2022年4月以降）

#### ニュースキャスター
いずれも、放送開始時点ではテレビ大阪のアナウンサー。
- 千年屋俊幸（『ニュースリアル』から続役）
  - 2019年3月31日付でテレビ大阪を定年で退職したが、翌4月1日（月曜日）以降も、フリーアナウンサーとして月・火曜日のキャスターを担当[3]。
- 福谷清志（『金曜報道スペシャル』から続投）
  - 2023年1月の第59回（令和4年度第2回）気象予報士試験に合格したため、気象庁に気象予報士として登録された同年4月からは、「福谷清志のお天気虎の巻」という気象解説企画も随時担当している[4]。

#### ニュースキャスター兼リポーター
いずれも、出演時点でテレビ大阪のアナウンサー。
- 前田拓哉（2018年10月1日付で山形テレビから移籍）
- ウーデンジェニファー里沙（2021年4月1日付で秋田放送から移籍。5月3日放送分の生中継企画「ウージェニの関西はじめました」から出演）
- 加守哲朗（2023年4月1日付で鹿児島放送から移籍）
- 上原美穂（NHK福井放送局の契約キャスターを経て、2024年4月1日付で入社）

#### 備考
男性のニュースキャスターについては、2019年4月から千年屋の担当を月・火曜分に固定する一方で、水・木曜分を前田、金曜分を福谷が担当。女性アナウンサーは、ニュースキャスターとリポーターを交互に担当する。
福谷・前田・加守はスポーツアナウンサーでもあるため、日本プロ野球シーズン中の火曜日に『ナマ虎スタジアム』（阪神タイガースのナイトゲーム中継）で実況やベンチリポートを担当する場合には、中継先の球場からの生中継を通じて当該試合の直前情報を伝える。

#### 気象キャスター
- 清水美和（気象予報士、2022年2月21日 - ）

### 過去
※：『ニュースリアル』および『金曜報道スペシャル』から続投。
- 川北円佳（テレビ大阪アナウンサー、2018年4月1日付で山口朝日放送から移籍）
  - の翌日（2018年4月2日放送分）から出演。移籍から3年間はテレビ大阪と有期雇用契約を結んでいたが、2021年4月1日付で正社員へ移行したことを機に、同局報道部の記者職を兼務している[6]。2023年12月28日から産前産後休暇を取得中。
- 渡辺学（出演期間中はテレビ大阪のアナウンス部長と報道部の解説委員を兼務、2018年7月から2021年まで「アナウンサー」として不定期出演）
  - 2022年2月1日付の人事異動でアナウンス部を離れてからは、報道部で解説委員を続けながら当番組のデスク業務を担当。
- 中川栞※（出演期間中はテレビ大阪の契約アナウンサー、2018年4月2日 - 2019年3月29日、2019年3月31日付で退社）
- 坂本七菜（同上、2019年4月1日 - 2022年3月11日、2022年3月31日付でテレビ大阪を退社）
- 中濱綾那（フリーアナウンサー）
  - 元・瀬戸内海放送アナウンサーで、退社後の2022年末から2023年末まで、ディレクター兼リポーターとして出演していた。
- 堀奈津子※（気象予報士、「天気ホリ下げ」を担当、2018年4月2日 - 2019年3月29日）
- 神谷ゆり（ウェザーマップ所属の気象予報士、2019年4月1日 - 2020年6月26日）[5]
- 三宅惇子（気象予報士、2020年7月6日 - 2021年3月31日）
- 小川真季（おがわ　まさき：南気象予報士事務所に所属、2021年4月1日 - 2022年2月18日）
  - 堀・神谷は、レギュラー出演の終了後も、後任キャスターの休演週にキャスター代理を務めることがある。

## 放送時間
- 2018年4月2日 - 2019年3月29日：【第1部】月 - 金曜 16:44 - 16:54、【第2部】月 - 金曜 17:15 - 17:25（いずれもJST）
- 2019年4月1日 - 2020年3月27日：【第1部】月 - 金曜 16:40 - 16:54、【第2部】月 - 金曜 17:15 - 17:25（いずれもJST）
- 2020年3月30日 - 2022年4月1日：【第1部】月 - 金曜 16:44 - 16:54、【第2部】月 - 金曜 16:59 - 17:22（いずれもJST）
- 2022年4月4日 - 2024年3月29日：月 - 金曜 16:29 - 16:54（JST）
- 2024年4月1日 - 6月28日：月 - 金曜 17:00 - 17:25（JST）
- 2024年7月1日 - ：月 - 金曜 16:59 - 17:25（JST）

テレビ番組表でのタイトル表記は、「"やさしいニュース"」。2022年4月1日放送分までのEPGでは、第1部を「やさしいニュース1」、第2部を「やさしいニュース2」として区別していた。
2部構成時代の第1部は、ストレートニュース → 「きょうの気になる!」（ニュース解説コーナー）→ 第2部の予告というパターンで放送。『ゆうがたサテライト』（テレビ東京制作）の全国ニュースパートを内包した関係で、ローカルパートを16:54から中断していた。2020年3月27日までは、同番組が「マーケット情報」を伝え17:15に全国ネット枠が終了するタイミングで飛び降りてから、同年3月30日からは同番組が終了した時点でそれぞれステブレレスで第2部に切り替える。なお、2020年4月から2022年3月まで、『ゆうがたサテライト』の本編のラストでアナウンサーが「ここまで全国のニュースをお伝えしました」と言って締める際、画面右上に自社送出で「この後は関西のニュース」というテロップを表示していた。
2019年4月1日より、独立局のびわ湖放送でも第2部の同時ネットを開始。「BBCニュース+」（『ゆうがたサテライト』と『ニュース滋賀いろ』を内包するコンプレックス方式の報道番組）を新設した2020年3月30日以降は、同時ネット枠を第1部に変更したうえで「BBCニュース+」へ組み込んでいる。このため、同日以降第1部のエンディングで第2部の予告を伝える際にはびわ湖放送に配慮して「※一部地域を除く」と注釈のテロップを付けていた。2022年4月4日の放送時間変更以降は全編をネットしている。
第2部では基本として、以下の日替わり企画 → （スポーツ関連を含む）ストレートニュース → 天気予報（2018年度のタイトルは「天気ホリ下げ」）の順に放送していた。また、特別企画などで放送枠を17:55にまで拡大する日があった。
オリンピック開催期間中の平日には、『ゆうがたサテライト』が一部の日を除いてオリンピック関連のコーナーを組み込む関係で全国ネットパートの放送時間を通常編成から10分拡大することに伴って、当番組第2部の放送時間を以下のように短縮している。
2020東京夏季オリンピック期間中の2021年7月26日 - 8月6日には、第2部を17:10 - 17:22に編成。競技中継をTXN系列が担った7月29日（木曜日）と8月4日（水曜日）には、当番組と『ゆうがたサテライト』を全編にわたって中止した。
2022年北京冬季オリンピック期間中の平日（2022年2月7日 - 18日）のうち、夕方帯の競技中継をTXN系列が担った17日（木曜日）には、当番組と『ゆうがたサテライト』を全編にわたって休止した。他の日には、第2部を17:10 - 17:22に編成。
2022年4月4日からの放送枠移動（放送時間繰り上げ）を機に2部構成を廃止したため、びわ湖放送もフルネットへ転換。
2021年9月23日（秋分の日）以降、一部の祝休日に放送を休止するケースがある。また、年末年始の期間中は、年度にもよるが、概ね12月27日頃から1月4日頃まで放送を休止する。
いずれの場合も、代替のローカルニュース枠は設けられないほか、後述の『やさしいニュースプラス』も同時に休止となるため、テレビ大阪では長期間にわたり、ローカルニュースが全く放送されない状態となる。
ただし、休止期間中も報道取材は規模を縮小した上で行われており、休止明け最初の放送でこの期間中のニュースをまとめて伝える。

## 曜日別企画
2022年4月1日（金曜日）までは第2部（テレビ大阪のみ）で放送。翌週（4日）からの放送枠移動・2部構成廃止に伴って、1日まで第1部のみ放送していたびわ湖放送でも、以下の企画を視聴できるようになった。
月曜日：「ここに技あり」→「匠と巧」→「現場探究」→「数字博物誌」
関西地方の職人や中小企業による「ものづくり」の現場に密着した日本経済新聞大阪本社との共同取材企画で、『ニュースリアル』時代から継続。『日本経済新聞』では、取材動画付きの記事を放送後に公式サイトの地域コラムページから無料で配信するほか、放送内容と連動した特集記事を放送当日の夕刊（大阪本社発行版の「もっと関西」欄）に掲載している。
2019年4月1日からは、「経済のけ」（経済ニュースの基本をスタジオで解説する企画）を不定期で放送していた。
火曜日
「LBS ローカルビジネスサテライト」
「ローカル発、ニッポンの底力」をテーマに据えた地域経済関連の共同取材企画で、2021年10月5日から、第2部の冒頭で放送。放送済みの本編動画を、放送週の金曜日に日経チャンネル内の専用サイトから配信している。
テレビ東京を除く系列5局が持ち回り方式で取材を担当するため、テレビ大阪以外の系列局が取材した映像も放送。逆に、テレビ大阪が取材した映像は、同じ時間帯に系列局で編成している同名の単独番組（テレビ北海道で毎週火曜日の17:23 - 17:30に放送）やローカルニュース内の同名コーナー（テレビ愛知：『5時スタ』火曜日、テレビせとうち：金曜日『ななスパ///BIZ』、TVQ九州放送：『ふくサテ!』火曜日）でも放送される。
「やさスポ!」
スポーツ関連の取材企画で、2018年11月から放送を開始。2019年3月までは、毎週木曜日に放送されていた。
日本プロ野球シーズン中の火曜日に『ナマ虎スタジアム』で阪神タイガースのナイトゲームを中継する場合には、2019年度から、本編に続いて中継先の球場からのミニ中継を挿入。現役のスポーツアナウンサーでもある福谷か前田が、中継の直前情報を伝える。
水曜日：「水曜トク集」
視聴者が知って「トク」（得）をしそうなテーマに基づいた週替わりの取材企画。取り上げるテーマに詳しい専門家を、スタジオに招くこともある。
木曜日：「ワカラン!」
直近のニュースにまつわる素朴な疑問を、専門家からのVTRコメントを交えながら解き明かすコーナー。「スタジオセットの壁から『井中カン太人形』が顔を出しながら、千年屋に質問を投げ掛ける」という演出を施している。番組開始から2019年3月までは、毎週火曜日に放送。
番組開始から前述の「やさスポ!」を開始するまでの期間（2018年10月まで）は、「ききたい!」（直近のニュースから1つのテーマを選んだうえで、そのテーマと縁の深い専門家や著名人をスタジオに招くインタビュー企画）を放送。「きょうの気になる!」からゲストが出演する場合もあった。
金曜日：「金どこ!?」
キャスター（2018年度は川北のみ）のリポートによる生中継企画。
2018年5月からは、生中継に加えて、「まいまい田んぼ」（いとうまい子が奈良市内で毎年田植えと収穫祭を実施）へのロケ取材を定期的に実施していた。
その他にも「世界を変える17の色　セカイロ」（SDGsの達成に向けた取り組みを紹介する企画）を不定期で放送している。

## 『やさしいニュースプラス』
テレビ大阪では、毎日のプライムタイムに、単独番組として6分間の定時ローカルニュース枠を編成。在阪の民放テレビ局では唯一の編成で、2018年4月1日（日曜日）から2019年3月28日（木曜日）までは、『ニュースPLUS』（タイトルロゴの表記は『news+』）として放送されてきた。
『やさしいニュースプラス』では、タイトル表記の『PLUS』を『プラス』（番組表での表記は『やさしいニュース+』）に変更したほか、タイトルロゴを『やさしいニュース』と共用。出演者の氏名やヘッドラインの字幕で漢字の上に平仮名を添える趣向も、『やさしいニュース』に準じている。テレビ大阪のスポットニュースのタイトルに、平日夕方のローカルワイドニュースのタイトルが組み込まれる事例は、2016年4月2日から2018年3月31日（いずれも土曜日）まで放送されていた『ニュースリアルPLUS』以来である。
基本としてローカルニュース1項目と近畿地方の天気予報で構成されるが、土・日曜日には放送枠を夕方に編成。2021年3月までは金曜以外、翌4月からは土曜以外の全曜日に放送枠を設けている。

### 出演者
フリーアナウンサーへ転身した千年屋を除く『やさしいニュース』のキャスター陣など、（2020年1月の定年を機に嘱託契約へ移行した植草結樹を含む）テレビ大阪のアナウンサー1名が、シフト勤務で交互に担当。

### 放送時間
- 月曜日 21:54 - 22:00 → 22:58 - 23:04（2021年4月改編から）
- 火・水曜日 22:54 - 23:00 → 22:58 - 23:04（同上）
- 木曜日 20:49 - 20:54または19:53 - 19:58 → 22:58 - 23:04 → 21:54 - 22:00（同上）
- 金曜日 19:55 - 20:00（同上）
- 日曜日 17:25 - 17:30
  - 特別編成などで前枠までの番組の放送時間を延長した場合には、放送枠のスライドか休止で対応する。
  - 平日の一部の曜日では、大阪トヨペット（大阪府内におけるトヨタ自動車のディーラーの1つ）の単独提供番組として放送されている。ただし、大阪トヨペットやトヨタ自動車のCMをはさむ代わりに、3人のレースクイーンが「大阪トヨペットの提供でお送りしました・・（トヨタ製の自動車を販売していることにちなんで）ブンブン!!」と声を揃える提供クレジット映像を最後に流している。
  - 月 - 木曜分については、2021年4月改編で『ワールドビジネスサテライト』（テレビ東京制作の全国向け経済報道番組）の放送枠が23時台から22時台（22:00 - 22:58）へ繰り上がったことに伴って、放送枠を同番組の直後に集約させている。
  - 2021年3月までは土曜日 17:25 - 17:30にも放送があったが、同年4月からは天気予報（テレビ大阪の番宣映像をバックに伝える）に変更された。このため、土曜日には終日ローカルニュースが全く放送されない状態となっている。